# Рылач, Юрий Александрович
Рылач Юрий Александрович (укр. Рилач Юрій Олександрович; 6 октября 1946, Большие Проходы — 12 августа 2018, Киев) — украинский дипломат. В 1992—1999 годах — заместитель министра иностранных дел Украины. Чрезвычайный и Полномочный Посол Украины в Словакии (1999—2004). Чрезвычайный и Полномочный Посол Украины в Болгарии (2004—2006).

## Биография
Родился 6 октября 1946 года в селе Большие Проходы Харьковской области. Окончил Киевский торгово-экономический институт.
В 1972—1982 годах — работал на руководящих должностях в системе Министерства торговли УССР
В 1983—1992 годах — заместитель начальника, начальник главного управления торговли Киевского горисполкома.
В 1992—1998 годах — заместитель Министра иностранных дел Украины.
С 14 декабря 1998 по 29 марта 2004 года — Чрезвычайный и Полномочный Посол Украины в Словацкой Республике.
С 29 марта 2004 по 14 июня 2006 года — Чрезвычайный и Полномочный Посол Украины в Болгарии.
В 2007—2018 годах — Председатель Союза дипломатов Украины.
Умер 12 августа 2018 года.

## Награды
- Орден «За заслуги» III степени (2001)[10].
- Почётная грамота Кабинета Министров Украины (2002)[11]
- Орден Двойного белого креста 2 класса (2004, Словакия)
- Орден «Мадарский всадник» I степени (2006, Болгария)[12]